# Умар ат-Табари
Абу Хафс Умар ибн аль-Фаррухан ат-Табари (араб. عمر بن الفرخان الطبري‎; не ранее 762, Багдад — ок. 815) — арабский астроном и астролог, философ, лингвист, переводчик с персидского. В Западной Европе был известен под латинизированными именами Omar Alfarganus Tiberiadis, Adhomar, Tiberias и др.

## Биография
Родился около 762 года в Багдаде. Принимал участие в строительстве Багдада. Расцвет его деятельности падает на 762—812 годы. Переводил на арабский язык пехлевийские научные тексты.
Входил в группу астрологов, в числе которых был Наубахт, Машаллах и аль-Фазари, которую халиф аль-Мансур попросил выбрать благоприятное время для основания Багдада (30 июля 762 года). Последняя дата, в которой упоминается ат-Табари — месяц шавваль 196 года хиджры (с15 июня по 13 июля 812 года), когда он закончил Китаб аль-арбаа (комментарии к «Тетрабиблосу» Птолемея).
О личной жизни ат-Табари ничего не известно за исключением того, что у него был сын Абу Бакр Мухаммад, который также написал много работ по астрологии и астрономии. К сожалению, Ибн ан-Надим часто путал отца и сына при составлении списков их произведений.
Среди его астрологических трактатов:
- Книга начал о звёздах (Китаб аль-усуль би-н-нуджум);
- Вопросы в ста тридцати главах (Масаил фи майа ва саласин баб) — книга переведена на латинский Иоанном Севильским в 1127 году[4][5];
- Трактат о молитвах и приговорах звёзд (Рисала салават ва ахкам-и нуджум);
- Книга о согласии и разногласии философов об орбитах планет (Китаб иттифак аль-фаласифа ва ихталафим фи хутул ал-кавакиб);
- Книга о действиях с астролябией (Китаб аль-амал би-ль-астурляб);
- О форме [небесной] сферы (Фи хайа аль-фаляк, фи сура аль-кура);
- Книга о недостатках [зиджей] (Китаб аль-илял);
- комментарии к «Тетрабиблосу» Птолемея;
- перевод иранской версии «Пятикнижия» Доротея Сидонского с пехлеви и комментарии к ней[2].